# XIV Triennale di Milano
La XIV Triennale si focalizza sul tema del Grande Numero, e avrebbe dovuto aprire le sue porte al pubblico il 30 maggio 1968. Tuttavia, durante l'inaugurazione è stata occupata e danneggiata da operai, studenti ed artisti che volevano una direzione immediata e democratica di tutti i luoghi e le istituzioni di cultura. Per questo, l'apertura è stata posticipata al mese seguente.

## Storia

### Personaggi coinvolti nell'organizzazione
Consiglio di amministrazione:
- Dino Gentili (presidente);
- prof. Angelo Balzardi;
- dr. Riccardo Bauer;
- arch. Luigi Caccia Dominioni;
- avv. Maria Caldara;
- prof. arch. Carlo De Carli;
- prof. Paolo De Poli;
- prof. arch. Ignazio Gardella;
- prof. arch. Pietro Gazzola;
- ing. Luigi Limido;
- dr. Mauro Mercanti;
- prof. arch. Giovanni Michelucci;
- dr. Marcello Mochi;
- ing. Angelo Moro;
- arch. Ferdinando Reggiori;
- on.ing. Camillo Ripamonti;
- pittore Attilio Rossi;
- ing. Cesare Valle;
- prof. arch. Bruno Zevi.

Segretario dell'Ente:
- Tommaso Ferraris.

Revisori dei conti:
dr. Gino Ceriati;
dr. Gino Pancrazi;
arch. Alessandro Pasquali.
Giunta esecutiva:
arch. Giancarlo De Carlo;
segretario dell'Ente Tommaso Ferraris;
arch. Alberto Rosselli;
grafico Albe Steiner;
arch. Vittoriano Viganò;
ing. Marcello Vittorini;
arch. Marco Zanuso.
Comitato del Centro Studi Triennale:
pittore Giuseppe Ajmonde;
arch. Franco Berlanda;
arch. Giancarlo De Carlo;
arch. Eugenio Gentili Tedeschi;
dr. Mario Melino;
grafico Albe Steiner;
arch. Marco Zanuso.

### L'occupazione

Il portone della Triennale durante l'occupazione del 1968

La quattordicesima Triennale è stata inaugurata il giorno 30 maggio 1968. Immediatamente dopo l'inaugurazione ufficiale, l'esposizione è stata occupata da un gruppo di contestatari, i quali ne hanno impedito il regolare funzionamento fino al giorno 9 giugno.
Dopo la ripulita ed il riordino, che il periodo di occupazione aveva reso necessari, la Triennale ha potuto essere effettivamente aperta al pubblico il giorno 23 giugno 1968.
La forzata decurtazione del periodo di apertura ha comportato la rinuncia ai due Convegni che erano stati predisposti: su "L'artista e il grande numero" e circa "Il grande numero". Del secondo, a cui era stata assicurata una larga partecipazione internazionale, verranno, tuttavia, pubblicati le relazioni ufficiali e i contributi pervenuti per iscritto entro i termini.
Si è dovuto inoltre soprassedere a due delle mostre temporanee programmate, "L'autostrada" e "Segnaletica e grafica in un centro storico", e infine ad una delle manifestazioni previste fuori sede,"Mostra del nuovo paesaggio".

### Linee programmatiche
Il tema affrontato dalla XIV Triennale è stato Il Grande Numero. Si stabilì uno spazio maggiore per gli allestimenti stranieri rispetto a quelli italiani per accentuare il carattere internazionale della manifestazione.
Il Grande Numero è inteso come un problema per l'arte, l'architettura, l'urbanistica, l'artigianato, la produzione industriale.
La dimensione del Grande Numero non si traduce in grandi dimensioni fisiche. Esso include le domande concettuali e operative rivolte all'architettura e alla progettazione verso un razionale controllo dei grandi fenomeni che si vengono a creare nella società e nell'ambiente.
Il progetto è in grado di incanalare il cambiamento grazie a un razionale processo di analisi e sintesi.

## Mostra del grande numero

### Rassegna del prodotto individuale ad alto livello tecnologico
Questa rassegna, ordinata da Pio Manzù in collaborazione con William Lansing Plumb e Richard Sapper, presenta prototipi di apparecchi d'avanguardia. Queste macchine assumono fascino in quanto sono state realizzate con tecniche estremamente avanzate e quindi non ancora pensate per essere prodotte su larga scala.

### Le macrotrasformazioni del territorio
La sezione presa in esame è stata allestita dall'architetto Arata Isozaki in collaborazione con Kohei Sugiura per la grafica, Shomei Tomatsu per la fotografia e Toshi Ichiyanaki per le composizioni musicali.
Essa si occupa di mettere in luce le trasformazioni del territorio, avvenute e in corso ed è composta da uno spazio riservato alle proiezioni e da un altro, sopraelevato, allestito con paraventi di alluminio. Questi venivano azionati direttamente dai visitatori, a mano o mediante impulsi motori che generavano suoni, rumori e musica. Oltre all'aspetto uditivo, viene stimolata anche la vista, grazie inquietanti e numerose immagini medievali e ottocentesche, accompagnate da fotografie più recenti raffiguranti la città di Nagasaki, bombardata e distrutta nel 1945.
Grande importanza al fine di trasmettere al meglio il messaggio è data dall'allestimento in sé, composto da diversi spazi che si riflettono su superfici d'acciaio, dando l'idea dell'instabilità e della freneticità che sembrano caratterizzare le società più industrializzate. Prende parte alla mostra anche una macrofotografia di Hiroshima subito dopo il bombardamento, ma questa funge da schermo dove vengono proiettati i progetti di città future, a sottolineare la continua metamorfosi del nucleo urbano. Questa nuova concezione vede una città dinamica in grado di rinnovarsi continuamente.

### La nuova percezione visiva dell'ambiente urbano
Data la crescente urbanizzazione del paesaggio, che risulta essere un fenomeno tipico della società del Grande Numero, la si riceve con atteggiamento ottimistico. Lo scenario urbanizzato coinvolge la società e il paesaggio naturale.
Il fenomeno del Grande Numero può svilupparsi senza cadere nel disordine e se si vuole dominare e dirigere il nuovo ambiente lo si deve accettare per come si sta conformandoe non contrapponendosi ad esso.
La mostra occupa uno spazio di 15x23 m con due scale che dal pavimento salgono al soffitto e sporgono a sbalzo sotto il portico esterno.
Tra le due scale, è collocato diagonalmente un telaio metallico a specchi.
Gli specchi sono a trasparenza intermittente a seconda della luce. Sulle scale sono collocati vari oggetti della vita quotidiana: semafori, sedili di automobili, segnali luminosi, manifesti pubblicitari, frammenti di strutture, la carrozzeria di un'auto, una scala a carrello per aeroporto.
I messaggi trasmessi dalle radio e dalle televisioni si rivolgono al pubblico perché secondo gli ordinatori può essere un'esperienza comune.

### La piccola scala per le grandi dimensioni
La sezione sottolinea l'influenza dei grandi fenomeni e gli eventi della natura che si replicano, i minimi oggetti, la produzione non seriale, l'autonomia della creazione, la libertà immaginativa, la fantasia nella civiltà del Grande Numero.
In pianta è configurata a poligono irregolare, due pareti ruotate di 45 gradi formano uno spigolo che si incunea in un cerchio avente un diametro interno di 5,3 m. Dalla pianta si alzano pareti di legno a tutta altezza che formano un ambiente chiuso. Da una piccola selva artificiale di pali non quadrati si giunge alla porta d'accesso. L'interno è illuminato dalla luce artificiale, quattro pareti sono rivestite di specchi rotti i cui frammenti riflettono immagini deformate.
Le poche farfalle, raccolte in una parte della sezione, come i pali esterni, richiamano a immagini non appartenenti alla società del Grande Numero.

Pianta dell'allestimento di Van Eyck nella XIV Triennale di Milano

### Le proteste dei giovani e le manifestazioni degli "ufo"
Queste due sezioni, non previste dal programma iniziale dell'Esposizione, sono inserite nella quattordicesima Triennale in un secondo tempo, con l'unico scopo di documentare dei fenomeni sociali che nel 1968 erano molto diffusi.
(Quattordicesima Triennale di Milano Esposizione internazionale delle arti decorative e industriali moderne e dell'architettura moderna, Agnoldomenico Pica, Renata Matassi, Leonello Pica Arti, Grafiche Crespi & Occhipinti, Milano, 1968,  p.47)

#### Protesta dei giovani
Gli ordinatori dell'allestimento Giancarlo De Carlo, Marco Bellocchio e Bruno Caruso hanno ritenuto opportuno giustificare questa Sezione poiché questo fenomeno di protesta manifesta l'esigenza di nuovi principi organizzativi che hanno influenza anche sull'ambiente fisico e nella progettazione architettonica e urbanistica.

L'allestimento è costituito da grandi fotografie di attualità su tutte le pareti, tra le quali emerge una sorta di “servizio” sulle proteste studentesche manifestatesi in ogni parte del mondo, il pavimento è invece un selciato stradale che ad un certo punto viene interrotto da una barricata. A parete, è affissa una dichiarazione di Rudi Dutschke: 
(''Quattordicesima Triennale di Milano Esposizione internazionale delle arti decorative e industriali moderne e dell'architettura moderna, Agnoldomenico Pica, Renata Matassi, Leonello Pica Arti, Grafiche Crespi & Occhipinti, Milano, 1968,  p.47)

#### Le manifestazione degli UFO
Un'altra sezione non prevista dal programma iniziale è quella degli UFO allestita e ordinata da Carlo Bachi, Lado Binazzi, Patrizia Cammeo, Riccardo Foresi, Massimo Giovannini, Sandro Gioli, Vittorio Maschietto. Si tratta di una serie di manifestazioni pubbliche organizzate a Firenze dal gruppo degli Ufo, rappresentate attraverso grandi fotografie a parete e attraverso un manifesto affisso su un telo di plastica trasparente appeso al soffitto: 
(''Quattordicesima Triennale di Milano Esposizione internazionale delle arti decorative e industriali moderne e dell'architettura moderna, Agnoldomenico Pica, Renata Matassi, Leonello Pica Arti, Grafiche Crespi & Occhipinti, Milano, 1968,  p.47)

### L'intervento figurativo a grande scala
Le proposte di Lynn Chadwick sono esclusivamente plastiche. L'intervento della scultura dovrebbe essere incisivo per la megalopoli del futuro e quindi per i suoi edifici.
Detto questo, la sezione si presenta con sculture per grandi spazi, destinate a intervenire, a scala urbana, nella modulazione della nuova città. Le sculture sono elementari, definite come figure geometriche. Esse alludono a forme di uccelli o di animali fantastici o alla sagoma di corpi spaziali.
L'allestimento ha in sé materiali usati per il settore introduttivo da cui un grande pannello bianco separa la zona riservata a Chadwick, area che si conclude con una parete curva. In questo modo si crea un ampio emiciclo entro il quale sono collocate le sculture. Si tratta di 13 solidi piramidali di varie dimensioni, con le facce laterali diversamente colorate.

### Trasformazione dell'ambiente fisico in una società orientata verso i problemi del grande numero
Questa Sezione è dedicata all'organizzazione totale del territorio mediante interventi operativi intesi a promuovere un'armonica sintesi sociale ed un efficiente sistema produttivo. Ad occuparsene è il gruppo NER, che propone un sistema generale basato sul collegamento di due nuclei fondamentali, il “Ner” e il “Kvar”. Il Ner è un organismo che comprende abitazioni, uffici, amministrazioni; il Kvar comprende i reparti sperimentali e di ricerca, le università, i laboratori. In conclusione il gruppo NER propone di sostituire alla pianificazione attuale il sistema a nuclei Ner, di separare il centro storico dalle zone di nuova costruzione e di collocare gli Kvar vicino al centro metropolitano della città, dove confluiscono le attività produttive. L'allestimento è costituito da una sola parete che in pianta assume la forma di una spirale. Su questa parete sono esposti grafici, disegni, fotografie e visioni urbanistiche del gruppo.

### Mutazioni dell'ambiente nell'epoca del grande numero
Questa sezione è stata allestita dal gruppo "Archigram", composto da sei giovani architetti inglesi: Warren Chalk, Peter Cook, Dennis Crompton, David Greene, Ron Herron, Michael Webb.
Il lavoro del gruppo "Archigram" nasce dall'esigenza di creare strutture urbane che si adeguino alla produzione industriale. Si tratta di una visione estremamente dinamica della città, dove gli ambienti non sono più concepiti come elementi statici, ma in movimento.
L'esposizione è divisa in due parti, la prima è costituita da una rampa d'accesso, la seconda da una grande sala.
La rampa è limitata da pareti in perspex e il pavimento è in laminato plastico nero. Questo punto della sezione è dedicata all'individuo singolo, per questo motivo è esposta la tuta spaziale pneumatica.
Nella sala, destinata alle proposte per la città del futuro, è sospeso un grande tubo di plastica. Il tubo di plastica trasparente, detto "Milanogram", è gonfiato ad aria ed è sospeso ad una altezza di 2 m, il suo diametro è di 2,90 metri con una lunghezza di 18 m.
All'interno del tubo specchi e schermi riflettono immagini proiettate da diapositive a colori, film, di effetti luminosi provenienti da apparecchi situati all'esterno e all'interno del tubo.

### Progettazione e produzione di massa
Questa sezione di George Nelson ha come tema principale il “futuro dell'oggetto” ed esamina l'importanza della produzione seriale nelle moderne società industriali.
I fenomeni di immagazzinamento, smistamento e conservazione, la tendenza alla soppressione dell'oggetto sono illustrati in due grandi pannelli a striscia sospesi uno sopra l'altro. Quello sopra è dedicato al “Grande Numero”, quello sotto al “Piccolo Numero”, cioè alla sperimentazione in piccola serie. Altri due pannelli, grigio chiaro, risaltano su un pavimento rivestito da gomma nera e mostrano l'attività di un disegnatore del Nelson Group e dei suoi collaboratori. Al centro della Sezione è sospesa una struttura metallica laccata di bianco che regge tre grandi telai a colori.

### La trasformazione delle città attraverso le trasformazioni dei servizi urbani per il grande numero
La Sezione documenta con vivacità l'insostenibile situazione generata da un'incontrollata proliferazione di eventi e allo stesso tempo propone eventuali soluzioni. Essa si divide in due parti: la prima espone un'illustrazione urbanistica al centro di New York-Manhattan, allestita dalla “Regional Plan Association of New York”, la seconda è dedicata ad una rassegna di carattere generale relativa al grande numero. Vengono proiettate in successione continua sulle superfici di sfere sospese 480 immagini, con un commento registrato e sincronizzato. Le informazioni vengono diffuse ininterrottamente da una telescrivente Olivetti situata al centro della sala. Nell'allestimento compaiono dei sedili di compensato imbottitti di gomma piuma ricoperta di tela.

### La forma della città di notte
La città di notte è un tema che prende sempre più spazio grazie al continuo progresso tecnologico che rende la luce artificiale funzionale agli spazi della casa. L'utilizzo dell'illuminazione artificiale ha assottigliato la differenza tra notte e giorno. La città di notte assume una forma diversa poiché luci lineari o intermittenti ne cambiano l'aspetto facendola sembrare un cuore pulsante.
Questo nuovo aspetto dà vita a una nuova forma di arte che si occupa della gestione della luce all'interno degli spazi.
La XIV Triennale non è un punto di arrivo per quanto riguarda la ricerca e lo sviluppo di questa nuova arte, poiché la tecnologia deve ancora acquisire mezzi e conoscenze. L'esposizione non ha lo scopo di mostrare nuove tecniche, piuttosto vuole stimolare chi è interessato a questo tema e far intendere le potenzialità che in esso sono insite.
La galleria è sistemata in modo che delle proiezioni si alternano sulle pareti dove sono sistemati dei pannelli di pergamin trasparente; sui pannelli si succedono immagini notturne proiettate in nero e a colori.
Lungo tutto il soffitto della galleria ricorre la figura di un diedro a sezione triangolare. Il diedro è sistemato in modo che il vertice sia puntato verso il basso mentre una faccia rivolta verso la parete regge lampade tubolari al neon. La faccia del diedro opposta alle lampade è costellata di lampadine colorate che rendono l'atmosfera particolare. Il tutto è accompagnato da un contributo sonoro che emula il rumore della città di notte.

### L'urbanistica interessa tutti e ciascuno
In questa Sezione Shadrach Woods indica un'urbanistica per il mondo di domani. Egli elabora un progetto tenendo conto di numerosi argomenti, come l'incremento della popolazione mondiale, gli squilibri sociali ed economici, i rumori della civiltà. L'allestimento è costituito da una struttura di profilati metallici e piani di lamiera ondulata verniciata in rosso. Woods comunica al visitatore attraverso molte didascalie e grandi fotografie commentate, grafici, disegni e modellini plastici.

### Il problema della creatività nella società del grande numero
Installazione che vuole essere critica nei confronti della civiltà del grande numero e che condanna l'universale livellamento e appiattimento cui è soggetto il mondo moderno.
L'allestimento consiste in un doppio percorso:
- presentazione di un breve film in inglese della durata di trenta minuti con spiegazione parlata in lingua italiana; chiamata " Thoughts on Creativity" (Pensieri sulla Creatività). Il film vuole mostrare l'importanza della libertà di pensiero, di fantasia e di scelta dell' uomo.
- per enfatizzare l'aspetto negativo della massificazione l'ambiente a labirinto è suddiviso con ingombranti e soffocanti pareti-archivio; seimila cassetti di cui trecento apribili e contenenti elementi appartenenti alla vita quotidiana(folla, auto, televisioni...), i quali contribuiscono a uguagliare la società attribuendo un valore , sembrerebbe, solamente alla quantità materiale.»

(Quattordicesima Triennale di Milano Esposizione internazionale delle arti decorative e industriali moderne e dell'architettura moderna Agnoldomenico Pica con la collaborazione di Renata Matassi e di Leonello Pica Arti grafiche Crespi & Occhipinti, Milano, 1968, pagina 67)

### Decorazione urbana
Peter Smithson è il curatore di questa sezione, che vuole mostrare come una città cambi durante i secoli. Causa di questo cambiamento sono le "decorazioni provvisorie", soggetto di questo allestimento, che si trovano nelle città per esempio sotto forma di insegne luminose, poster pubblicitari e cartelli stradali. Altra causa sono gli avvenimenti naturali e imprevedibili, come l'alluvione avvenuto a Firenze poco prima. La città di Firenze è infatti l'ambientazione di questa rassegna, la quale presenta due pozzi contenenti l'uno un modello della Firenze ideale, composta solo dai monumenti calati nel verde della natura mentre nell'altro viene riprodotta una cerimonia nuziale, dotata di tutte le decorazioni necessarie a renderla ottimale.

### Mutazioni della forma in architettura
Questa sezione, allestita dall'architetto Renzo Piano e dal "Center of the Studies of Science in Art" diretto da Marcello Salvadori, è divisa in quattro parti, che trattano delle scoperte più significative fatte negli anni appena precedenti e che hanno segnato l'architettura.
La prima parte è incentrata sulla scoperta di nuovi materiali, che hanno portato alla luce caratteristiche fino ad allora sconosciute a proposito della loro composizione e struttura. All'interno di questo allestimento iniziale è illustrato un fenomeno molto importante, ossia l'aumento di elasticità dei materiali raggiunto in quegli anni.
La seconda parte si occupa invece della ricerca di nuovi metodi di calcolo e di analisi da apportare alle strutture. Grazie a questa evoluzione nel campo della fisica si possono ora misurare le deformazioni elastiche dei materiali e la scala dei modelli. Inoltre, per quanto riguarda l'analisi, si comincia ad utilizzare la luce polarizzata, che aiuta a migliorare la forma dei progetti, inserendoli con maggiore sicurezza nella morfologia del territorio.
Per quanto riguarda la terza sezione, si pone l'attenzione sui grandi cambiamenti nel campo della progettazione, causati dall'avvento della produzione industriale, su larga scala. Si tratta infatti di un nuovo metodo di progettazione, ossia la "progettazione integrale", che razionalizza i processi progettuali offrendo nuove possibilità espressive.
L'ultima parte di questa Sezione, infine, è il sunto di tutte queste ricerche e il luogo dove si possono trovare i frutti concreti di esse.

## Sezioni nazionali

### Canada
Commissario: Patrick Reid
Ordinamento e allestimento: Clifford Daley
La partecipazione canadese è stata curata dalla “Exhibition Commission” del Governo canadese. (Ministero del Commercio), sotto il patrocinio del “National Design Council” del Ministero dell'Industria del Canada.

La Sezione canadese riguarda i risultati ottenuti dal Canada nei settori dell'architettura, dell'urbanistica e della produzione. La mostra risulta così ripartita in tre spazi dedicati rispettivamente all'architettura, all'urbanistica (cabina audiovisiva), alla produzione.
La sala rettangolare di circa 11x32 m, è divisa nei tre spazi sopraddetti dalla cabina audiovisiva circoscritta da pareti curve e collocata nel centro. I prodotti esposti nella prima e nell'ultima parte della Sezione sono appesi alle pareti laterali o disposti in serie sui vari piani, a diversi livelli, ricoperti da tappeti. I pannelli fotografici sono sospesi a mezz'aria, con un sistema regolabile di cavi tra il pavimento e un soffitto speciale formato da una struttura reticolare di tubi sottili in alluminio.
Questo sistema è stato ideato per le esposizioni itineranti e può essere smontato e rimontato con grande facilità, per la spedizione e il riallestimento.
1.Architettura. Rassegna di attuazioni e progetti architettonici canadesi. La rassegna interessa tutto il territorio canadese e illustra edifici dalla più varia destinazione, dagli impianti utilitari ai palazzi pubblici e rappresentativi, dalla casa unifamiliare al palazzo per uffici, dalla scuole elementare alle sedi universitarie.

2.Urbanistica. Con l'ausilio di tecniche audiovisive si illustra il progetto di sistemazione del vecchio centro di Montreal, caratteristica essenziale del piano è la selezione per traffico. Una rete di percorsi esclusivamente pedonali, consente lo svincolo reciproco dei due tipi di traffico, veicolare e pedonale.

3.Produzione. Si illustrano esempi dell'estetica industriale canadese ordinati in due parti, nella prima residenziale si espongono nuovi mobili che già figuravano nella sezione “Habitat 67” dell'Esposizione universale di Montreal; nella seconda commerciale è ordinata una selezione di prodotti interessanti l'industria e l'arredamento di uffici.

A parete una serie di pannelli fotografici illustra l'intervento delle arti plastiche nell'architettura.
Il primo spazio – dedicato all'architettura – si annuncia con una composizione fotografica sull'architettura nel Canada. Gli edifici scelti per questa mostra offrono un saggio della portata e della varietà di cui danno prova i progetti architettonici in tutto il paese e di come ciascuno di questi sia stato ispirato dall'ambiente canadese. A queste fotografie di varie forme d'architettura si aggiungono esempi di materiali per costruzione utilizzati nel Canada.

### Svizzera
Commissario: Alfred Roth
Ordinamento e allestimento: Felix Schwarz Rolf Gutmann Frank Gloor Lucius Burckhardt
Lo spazio riservato alla Sezione svizzera si svolge in una porzione di corona circolare avente uno sviluppo assiale di circa 17 m e una larghezza costante di circa m 9. L'ambiente risulta suddiviso in spazi comunicanti ottenuti con la disposizione, secondo le tangenti alle curve e le radiali, di pareti verticali alte m 2,50, formate con elemento di legno prefabbricati di 250x100 cm. Gli elementi sono montati su tralicci metallici. Pareti e pavimento, che è costituito da elementi uguali a quelli impiegati per le pareti, sono color giallo intenso, i tralicci metallici sono aggregati.

Di fronte alla molteplicità degli impegni che il “grande numero” comporta, la Sezione svizzera ha scelto di mettere a fuoco il problema delle abitazioni, anzi il problema della moltiplicazione delle abitazioni, che direttamente deriva dall'accrescimento della popolazione, e cioè dal “grande numero”.

La soluzione che la tecnica del periodo propone si riassume in un processo di industrializzazione, prefabbricazione per l'edilizia e produzione in serie per l'arredamento e gli oggetti d'uso.

Sorge dunque l'interrogativo sui processi di questo tipo e dimensioni: sono destinati, o non, a elidere la libertà di scelta da parte del progettista e, in conseguenza, del pubblico?

La Sezione è intesa a dimostrare come la libertà non solo sia garantita, ma anzi sia aumentata dai processi seriali, sia per la possibilità di scegliere in una vasta gamma di sistemi diversi, sia per l'opportunità di ottenere un numero praticamente illimitato da variazioni attraverso la diversa combinazione di elementi in serie.

### Romania
Commissario: Ion Oroveanu
Ordinamento e allestimento: Ion Oroveanu
La Sezione presenta una scelta di oggettistica rumena che vuole sottolineare i seguenti aspetti:

1. L'influenza delle espressioni folcloristiche e popolari nella progettazione di oggetti d'uso destinati al largo consumo, e cioè alla società del “grande numero”;

2. Le tendenze di rinnovamento espressivo e morfologico che agiscono nella produzione e, in genere, nelle più varie manifestazioni della vita contemporanea.

La presentazione si svolge in una serie di spazi comunicanti, variamente modulati da una successione di bianche pareti a pianta semicircolare.

### Gruppo olandese
Ordinamento e allestimento: Lieuwe Op't Land Bob Noorda Andries van Onck
L'ambiente è occupato quasi per intero da una sfera di metri 6 di diametro. La sfera è divisa nel senso dei paralleli, in due calotte, la superiore avente una saetta di m 4,25 appesa e l'inferiore con altezza di 1,10 m appoggiata al pavimento. Fra le due calotte rimane libero un settore alto 80 cm.

Un apparecchio situato lateralmente proietta il film su uno specchio inclinato collocato nel centro della calotta inferiore e destinato a riproiettare le immagini sullo schermo orizzontale sospeso alla sommità interna della calotta superiore, da cui le immagini vengono nuovamente trasmesse agli specchi, che formano la copertura della calotta inferiore. Questi ultimi, a trasparenza intermittente, consentono la visione a intervalli della sottostante cavità nella quale sono disposte serie di oggetti di produzione industriale. La superficie esterna della sfera è verniciata in bianco.

Il film, proiettato in continuità, è inteso a denunciare le carenze di una situazione che non sembra ancora risolta. L'estetica industriale, come interesse formale per il prodotto d'uso, nasce con John Ruskin e William Morris nell'ambito degli Arts and Craft, proprio come rifiuto del metodo industriale e di qualsiasi standardizzazione, e cioè come movimento reazionario con aspirazioni esclusivamente estetiche e tendenze individualistiche.

In seguito l'accettazione del metodo industriale modifica la posizione del progettista, che invece di opporsi alla nuova civiltà industriale, tenta di modificarla dall'interno.

Vastissime aree, come il terzo mondo e i paesi comunisti, non sembrano nemmeno sfiorate da interessi di questo tipo. Si deve inoltre riconoscere come, pure nel mondo occidentale, un minimo di correttezza formale e gli sparsi sforzi dei ricercatori stiano naufragando in mezzo a procellosi oceani di oggetti di cattivo gusto e peggior disegno. La classica giustificazione commerciale “offrire quello che la gente chiede” è tipica della civiltà dei consumi, ha certo un suo fondamento e una sua forza elementare ma non può essere ritenuta valida ove si consideri che, in ogni caso, le indistinte e anonime richieste del pubblico possono essere interpretate e gradatamente dirette secondo indirizzi, che non mai da un inconsapevole e casuale anonimato, ma soltanto da un meditato pensiero potreanno venire, volta a volta individuati.»

### Cuba
Commissario: Gonzalo Cordoba
Ordinamento e allestimento: Gonzalo Cordoba con la collaborazione di M. Victoria Caignet
Vi è una frase di Che Guevara che puntualizza il compito che incombe a chiunque intervenga in un modo o nell’altro nel processo della produzione dei beni destinati alla massa: “La qualità significa rispetto per il popolo”. E a Cuba noi lavoriamo secondo questa direttiva.»
(Gonzalo Cordoba)
Da XIV Triennale di Milano , 1968 di A. Pica
La sezione cubana occupa una parte della galleria semicircolare a piano terreno. Il pavimento è ricoperto con stuoia di cocco color tabacco. La parete curva interna è rivestita con un traliccio di legno chiaro, quella esterna da teli di iuta che servono di schermo alle finestre. La Sezione è separata da quella della Francia da una parete tinteggiata in blu. L'illuminazione è risolta mediante una serie di lampadari appesi al soffitto in vari gruppi da quattro. Il lampadario è formato da un telaio metallico quadrato dal quale pendono a schermo quattro bande di tela bianca.

Nella sala sono distribuite sette pedane di legno, a pianta quadrata o rettangolare, di varie dimensioni e altezza, interamente rivestite di stuoia di cocco come il pavimento. Sulle pedane sono disposti diversi oggetti: da vasi e piatti in marmi cubani colorati a poltrone in legno e cuoio.

Contro la parete di fondo blu, a terra sono esposti un tavolo di legno con un portariviste formato da cinghie di cuoio, una poltrona a dondolo impagliata e una poltrona a ossatura di legno con cinghie di cuoio intrecciate.

### Francia
Comitato organizzatore: Eugène Calaudius-Petit presidente onorario; Léon Barety presidente; Jean Fressinet tesoriere; Charles Godon segretario.
Commissario: François Mathey.
Vicecommissari: Jean Coural, Serge Gauthier. Segreteria: François Barre, Elisabeth Blanchard, Suzanne Girardot, Jean Pierre Deseuzes.
Ordinamento e allestimento: Henri Bouilhet, Yves Lietar, collaboratore.
La sezione francese non si occupa di proposte circa il tema del “grande numero”, ma si limita a documentare l'attività francese nei campi della produzione e dell'estetica industriale.
È collocata in un salone rettangolare di 11x32 m circa, dove un controsoffitto riduce molto l'altezza nella parte centrale fino a rialzarsi verso le due estremità. Ai lati dell'ingresso ci sono due spazi delimitati da pareti di tela: a destra una mostra d'arte che raccoglie le opere grafiche di Victor Vasarely, Julio Le Parc, Takis e altri pittori; a sinistra è sistemato l'Hélicotube (cabina per doccia) di L. Morgaine. Proseguendo è sistemata una cabina per proiezioni cinematografiche e verso l'uscita vi è una pedana sopraelevata che si conclude con una grande vetrina orizzontale.
La sezione francese è costituita da sei parti:
L'oggetto voluttuario. In una società industriale la comparsa sul mercato di oggetti non immediatamente utilitari assume un fenomeno di notevole importanza. Anche le opere uniche, sacre e preziose oggi si mescolano agli oggetti di serie. Mentre la Galleria “Denise René” mantiene il prestigio e l'unicità dell'opera d'arte, la Galleria “Claude Givaudan” diffonde oggetti anonimi, prodotti in serie.
La grafica. Nella società del “grande numero” le immagini diventano utilitarie, effimere, didascaliche ed insignificanti con lo scopo di ingannare la volontà del consumatore.
L'interno. Una volta il mobile era un investimento sociale e sentimentale, un patrimonio di famiglia. Con la società del “grande numero” diventa invece un oggetto che mira a soddisfare i bisogni elementari. Anche i materiali si sono evoluti: materie sintetiche, cartone, membrane pneumatiche.
L'abbigliamento. Nella società del “grande numero” uomini e donne svolgono mansioni talvolta molto simili. L'abbigliamento dunque si adatta alle attività di chi li indossa diventando quindi sempre meno diversi.
L'oggetto utilitario. La sezione francese, nella varietà infinita degli oggetti utilitari, ne considera fondamentalmente due aspetti: la rinuncia a considerare la durata come qualità e la comparsa di nuove esigenze.
La strada. Nella società del “grande numero” la strada diventa banco di prova della sporcizia piuttosto che essere un luogo privilegiato dell'estetica.

### Svezia
La sezione svedese coordinata dagli architetti Sture Balgard e Joran Lindvall propone un discorso audiovisivo. L'esposizione è sistemata in una stanza di forma quadrata di circa 15x15 metri. Otto proiettori mostrano su quattro schermi una sequenza continua di 3000 fotografie scattate nelle città svedesi. Gli schermi sono sistemati a coppie di due uno di fronte all'altro lungo le diagonali della stanza. L'intera struttura compresi gli schermi e le porte di ingresso sono sostenuti da una fitta impalcatura di sbarre metalliche. L'ambiente non è illuminato e un sottofondo musicale che riproduce musica elettronica si aggiunge all'atmosfera, il commento musicale è curato da Ralph Lundsten.
L'esposizione svedese ha come scopo mostrare l'alto grado di sviluppo economico che il paese scandinavo ha raggiunto negli ultimi anni; ma vuole anche evidenziare i problemi che da esso derivano. Le immagini mostrano un organismo dinamico in continua evoluzione. La critica coinvolge due aspetti: intellettuale e fisico. Quello intellettuale è l'impossibilità di comprendere tutti i fenomeni produttivi dell'epoca, quello fisico, che non è altro che un corollario dell'aspetto intellettuale, è la questione che pone in risalto la continua fase di sperimentazione della città.

Pianta padiglione Svezia

Sezione A-A padiglione Svezia

Sezione B-B padiglione Svezia

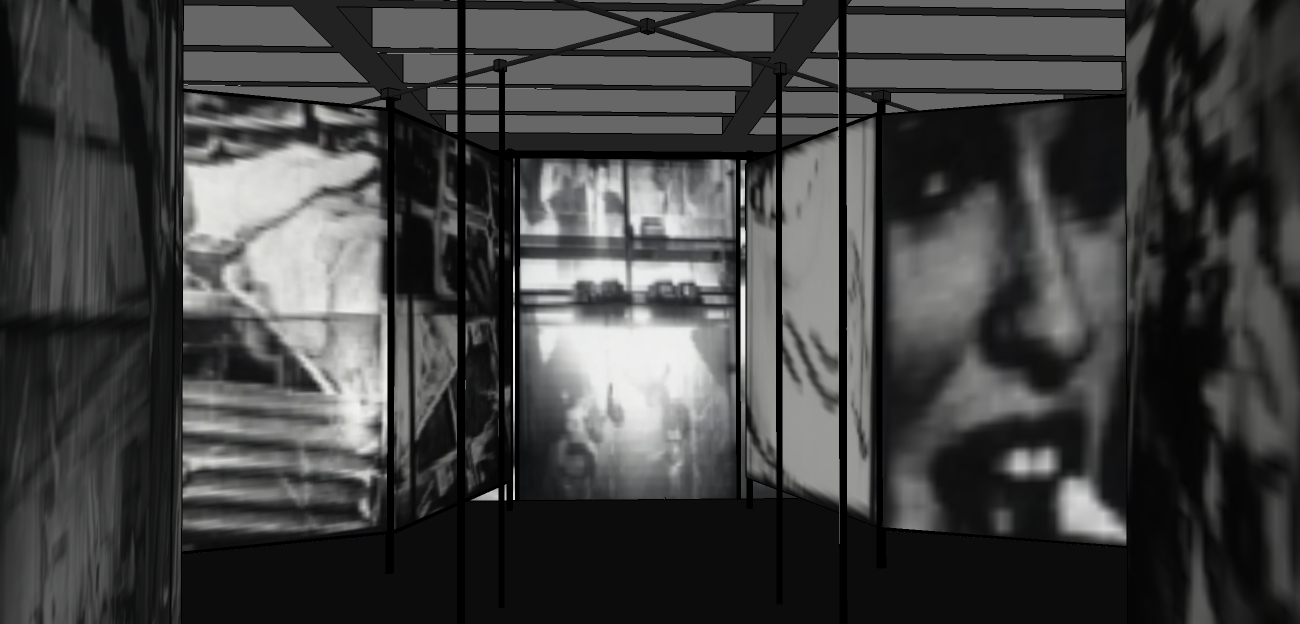
Modello padiglione Svezia

### Iugoslavia
Commissario: Svetozar Krizaj Ordinamento e allestimento: Majda Dobravec-Lajovic, Grega Kosak

La rassegna è intesa a segnalare l'in'cidenza della civiltà del “grande numero” e della società dei consumi in un paese di limitata estensione, individuando mutazioni e reazioni che si determinano dal punto di vista urbanistico e dell'organizzazione territoriale, nella città e nella campagna.

Sia gli aspetti urbani che quelli del paesaggio sono illustrati da grandi fotografie stampate su bande di tela. Le bande sono tese, secondo piani alternamente verticali e inclinati, su una struttura reticolare di tubi metallici. I tubi, non verniciati, presentano la tinta naturale; i giunti sono verniciati in vari colori: blu, azzurro, verde, arancione, rosso, rosso cupo. Il piano è sopralzato evi si accede per una breve rampa, è formato con tavole di legno non piallato e verniciato di rosso scuro.

L'illuminazione delle immagini avviene in parte direttamente ed in parte per trasparenza.

Il problema del grande numero ha raggiunto anche un paese che non ha enormi agglomerati e non ha una produzione in serie massiccia.
L'aspetto della Iugoslavia sta cambiando a ritmo crescente da due decenni: la struttura sociale è cambiata in seguito alla rivoluzione, i procedimenti di produzione sono più moderni e l'atmosfera è di frontiere aperte.

Le bellezze dei luoghi e dei fenomeni naturali vengono sempre più sfruttate a scopo turistico: accessibili a tutti perdono di integrità e pace, le loro qualità primarie.

Le massicce migrazioni turistiche alimentano il desiderio di accettare il grande numero, che comporta il pericolo di mutilare le dette qualità. Essendo la scala del paesaggio ben ristretta a vallate, campi e colline, il bisogno di grandi capacità si riflette nelle costruzioni, esagerate quanto alle dimensioni e discordanti, per forma e scelta dei materiali, con quelle preesistenti.
L'influsso del grande numero provoca il conflitto tra il già esistente e il nuovo, il problema è adattarlo alla piccola scala della Jugoslavia; quindi maggiori posso risultare le contraddizioni e discordanze tra natura, paesaggio e intervento architettonico.

Con l'intervento della architettura e dato il dinamico irresistibile sviluppo e il processo di cambiamento, la conservazione della tipicità del paesaggio diventa problematica; ci si interroga su quali parti di territorio conserveranno l'aspetto storico, e quali invece con interventi creativi formeranno una nuova attuale immagine senza rovinare il paesaggio.

### Messico
Commissario e direttore: Pedro Ramirez Vazquez 

Sezioni Mexico 68

Progetto e coordinazione generale: Eduardo Terrazas

Direttrice delle pubblicazioni: Beatrice Trueblood 

Disegno grafico: Lance Wyman 

Disegno degli oggetti: Manuel Villazon 

Disegni speciali: Peter Murdoch 

Vestiario: Julia Johnson Marshall 

Disegno e ornato urbani: Eduardo Terrazzas 

Direttore dei lavori: Francisco Carabajal de la Cruz
La Sezione messicana è presentata dal Comitato organizzatore dei Giochi della XIX Olimpiade.
In ordine al tema del “grande numero”, la Sezione messicana è intesa a illustrare il programma di caratterizzazione della XIX Olimpiade, programma che coordina i vari elementi di comunicazione e di “design”, che sono stati appositamente studiati in vista della necessità che esista uno spirito caratterizzante e capace di dare forma e ordine a tale evento.
La Sezione messicana comprende infatti tutti quegli elementi di comunicazione di massa – come simboli, manifesti, pubblicazioni, episodi di progettazione e decorazione urbane, capi di abbigliamento, oggetti ricordo – che sono stati creati a tale scopo.
Tutti questi diversi elementi sono stati studiati e attuati nell'intento di integrare le varie correnti della progettazione in un solo programma.
L'aula si sviluppa in lunghezza (m 11x32 circa) delimitata da pareti continue a strisce bianche e nere, secondo il motivo del “Logotipo Mexico 68”.
Nella Sezione – a parete, entro vetrine o su pedane isolate – compaiono fotografie, stampati, diagrammi, oggetti vari, aventi tutti riferimento ai Giochi della XIX Olimpiade; più precisamente si tratta di:n.2 grandi palloni di plastica con il motivo del “Logotipo” (sospesi presso l'ingresso), modello in gesso della medaglia commemorativa, cubetti di carta, manifesti e altro materiale grafico. Sono presenti inoltre due grandi fotografie: una rappresentante la folla commentata dalla scritta: “Il grande numero è uno: l'uomo”, l'altra a colori illustrante le “Sculture popolari per l'ornamento della città”.

I simboli dei vari giochi e delle parallele attività culturali, di immediata e non mai ambigua lettura, sono stati studiati al fine di disporre, in occasione delle Olimpiadi, di una specie di linguaggio grafico internazionale.
Presentazione fotografica del sistema di segnalazioni stradali e di attrezzature urbane predisposto a Città del Messico per le Olimpiadi.
Planimetria di Città del Messico con la seguente didascalia:
Questo servirà ad orientare con maggiore facilità la moltitudine (e cioè la manifestazione concreta del “grande numero”); a dare una caratteristica e a collegare le differenti zone della città.
Per questa rete colorata si sono utilizzati elementi di comunicazione che stabiliscono, per la loro stessa natura, riferimenti permanenti dentro un complesso quale è una città”.»

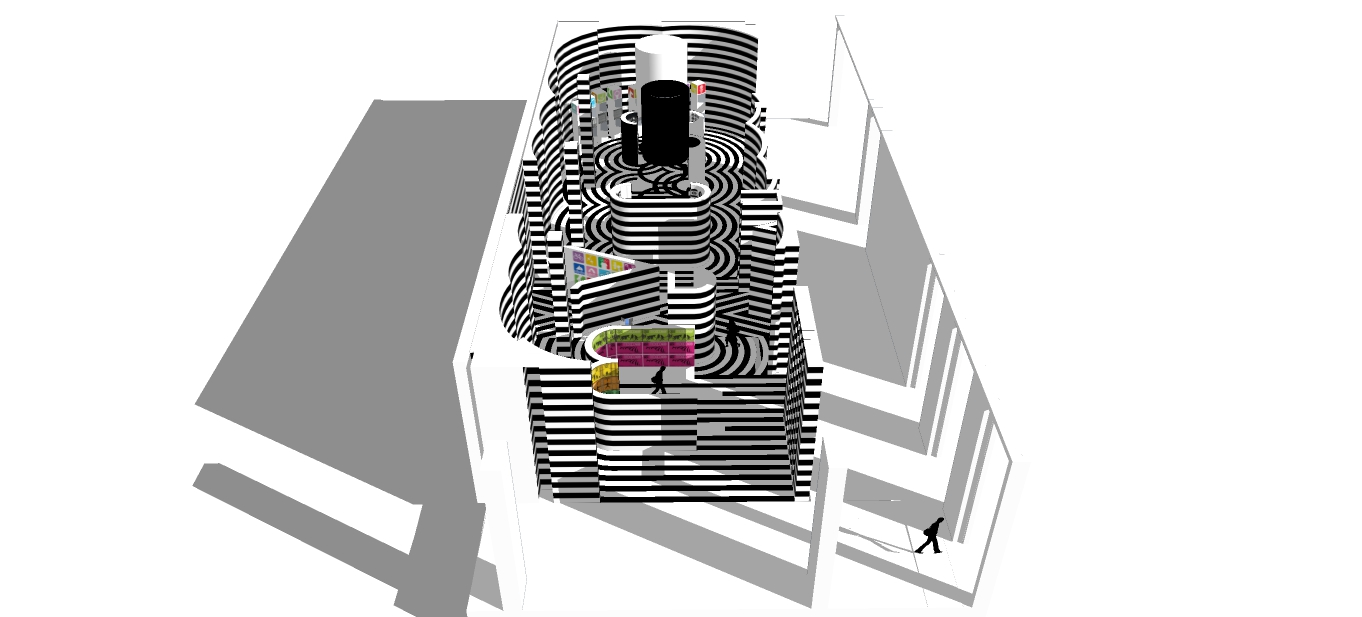

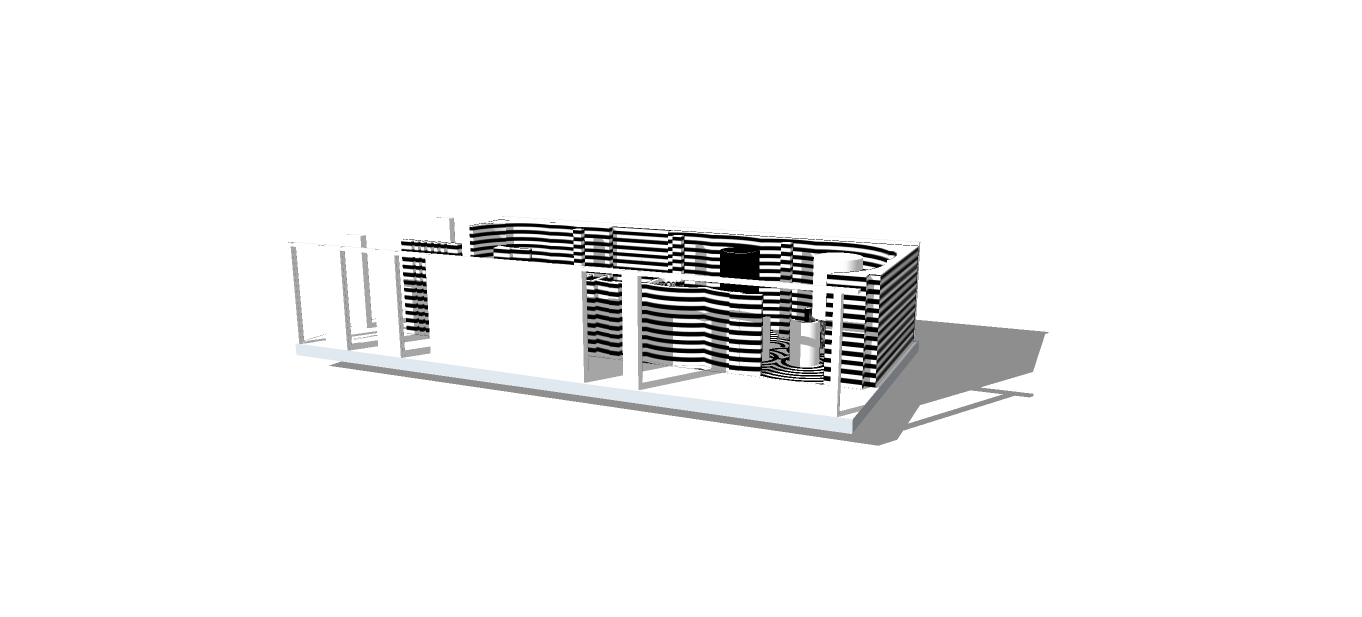

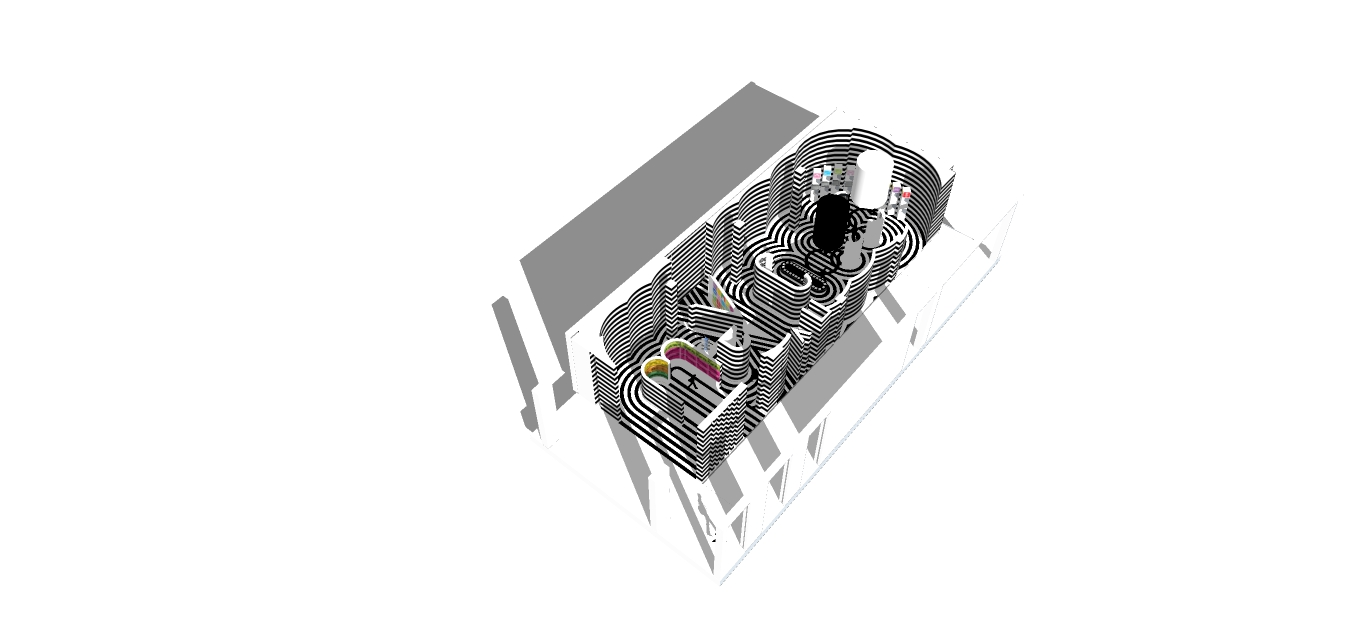

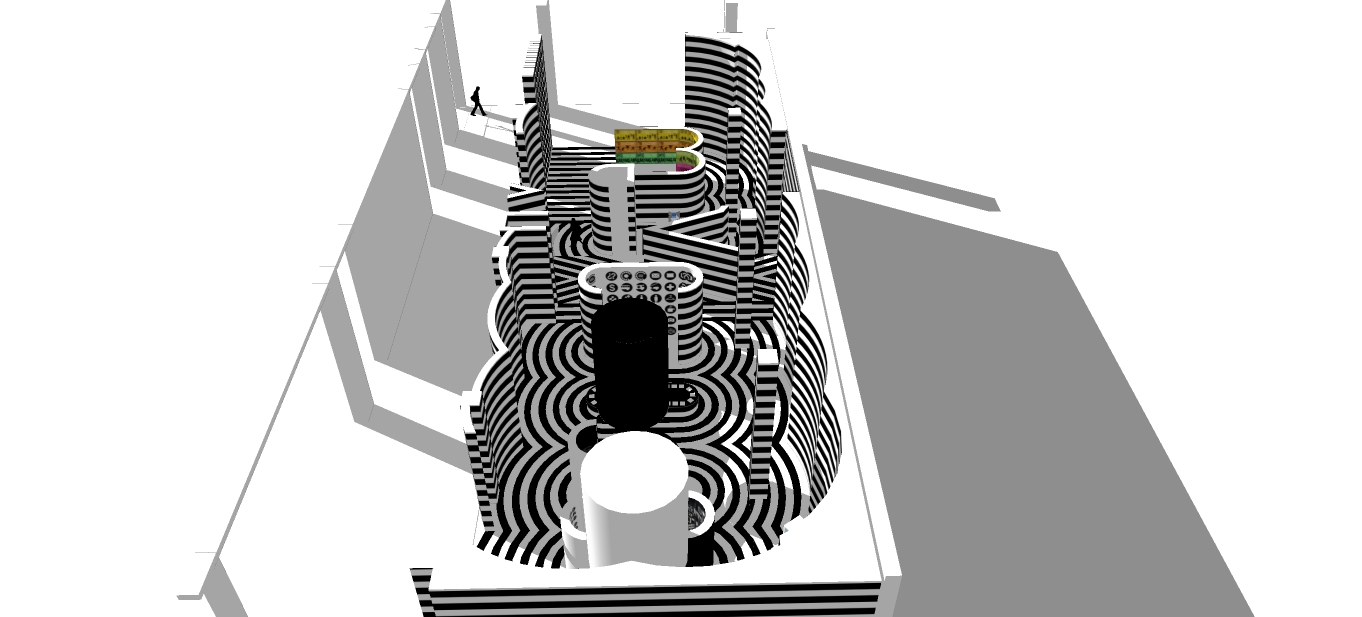

### Italia
Ordinamento e allestimento: Michele Platania, Antonio Barrese, Sandra Delfino, Alfonso Franco Grassi, Grianfranco Laminarca, Alberto Marangoni, Settimo Reconditi, Collaboratore: Giuseppe Rizzo
Il progetto di ordinamento e di allestimento della Sezione italiana fu prescelto attraverso un concorso nazionale.

Tutti i progetti che parteciparono al concorso sono esposti nella Prima Mostra temporanea ospitata nell'apposita sezione.

L'argomento trattato è la dissalazione dell'acqua marina, inerente al tema generale di questa Triennale sotto il duplice rapporto del "grande numero" e della "grande scala"; difatti la dissalazione dell'acqua marina non solo interessa la sopravvivenza delle moltitudini che l'attuale spinta demografica sembra preannunciare, ma è anche destinata a incidere direttamente e profondamente sulla generale modificazione del territorio.

La Sezione italiana occupa quasi interamente la galleria circolare, larga 9 m al primo piano per uno sviluppo lineare assiale di circa 53 m.

Il pavimento è allagato da una falda di acqua colorata dello spessore di cm 10, il percorso del pubblico è assicurato da una serie di otto pedane di legno emergenti dal pelo dell'acqua. Le pedane sono circolari, reciprocamente tangenti e sfalsate in altezza di uno o due gradini, i diametri variano da 2,50 a 3,50 e a 6,50 m.

Sulle pedane di maggior diametro sono collocate poltrone girevoli e oscillanti a disposizione dei visitatori. Le finestre preesistenti sono schermate con telai bianchi opachi scorrevoli.

26 cilindri trasparenti, di vari diametri riuniti in tre gruppi, fungono da supporti per i proiettori e da vetrine per l'esposizione degli oggetti scelti per illustrare gli argomenti trattati.

Elementi accessibili al pubblico di particolare interesse sono un esempio di casa "alla zingaresca" natante, e la sezione di una serra idroponica.

Nell'ambiente si alternano, in tempi successivi, due fasi di diversa intensità luminosa: nella prima fase, mediante proiezioni a colori parzialmente sbiadite, si alternano una fase di luminosità velata ad una di luminosità nulla che denunciano le condizioni di estrema miseria delle zone prive d'acqua; nella seconda fase le proiezioni sono vivacemente colorate e illustrano le conseguenze che nei vari settori potrebbero essere determinate dalla dissalazione.

Le proiezioni sono accompagnate da effetti stroboscopici e di scomposizione dinamica della luce.

Nel complesso la Sezione è concepita come uno spettacolo continuato, in cui la concatenazione dei vari momenti è surrogata da una successione temporale.

La mostra è intesa essenzialmente a illustrare le grandi speranze che la tecnica della dissalazione idrica potrebbe aprire a una umanità enormemente accresciuta.

### Finlandia

Padiglione della Finlandia. Pianta

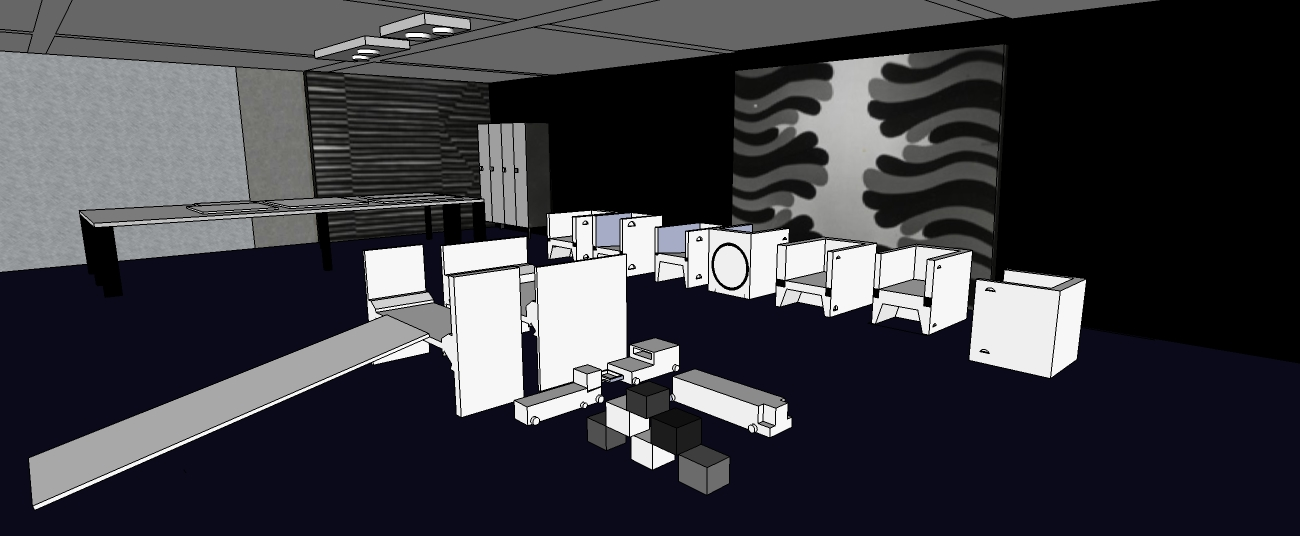
Padiglione della Finlandia. Ricostruzione tridimensionale

Comitato organizzatore: Jonas Cedercreutz, H.O. Gummerus, Antti Nurmesniemi, Timo Sarpaneva, Tapio Wirkkala.
Il commissario: H.O. Gummerus.
Ordinamento e allestimento: arch. Yrjo Kukkapuro.

La Finlandia si occupa degli interni di casa, in particolare sui colori e sulle opere d'arte industriali e artigianali, che vi concorrono.
La Finlandia si presenta con i manufatti dei suoi architetti, artisti, artigiani, industriali. I progettisti finlandesi hanno realizzato progetti per la costruzione e la composizione dell'Habitat in cui l'uomo passa la maggior parte della sua vita: la casa. Ciò comporta lo studio e la progettazione di tutti gli ambienti e delle rispettive funzioni.
La casa è stata proposta per sottolineare l'importanza dell'ambiente domestico e la sua incidenza nella vita del singolo e della comunità. Questa incidenza è soprattutto psicologica: come immediata e continua influenza sull'uomo stesso.
Per gli artisti finlandesi, le esigenze funzionali e costruttive sono una ricerca che si occupa del colore, del valore formale, della composizione e dell'ordine razionale. Il colore circonda e condiziona l'uomo nell'ambiente, il valore formale sollecita la fantasia, la composizione riflette idee quali armonia e ritmo e l'ordine razionale non è altro che il patrimonio della nostra coscienza.
I temi sono la natura e la vocazione, entrambe inclini al pathos da cui traggono espressività e calore.
La sezione finlandese ha uno spazio di 13,75x14,75 m. L'allestimento è impostato secondo un modulo rettangolare di 275x295 cm.
Il soffitto è ribassato con un velario bianco. Il pavimento è interamente ricoperto da un tappeto nero. Le quattro pareti hanno una struttura in tubolare metallico, che regge teli stampati o tessuti a colori e formelle ceramiche.
Su undici tavoli rettangolari sono esposti oggetti vari per la casa (vetri, ceramiche, metalli, lampade, apparecchi radio e altro ancora).
Sul soffitto, in corrispondenza dei tavoli, è sospeso un lampadario quadrato di cristallo a riflettori binati di Tapio Wirkkala - eseguito da AIRAM.
Nello spazio restante ci sono alcuni mobili singoli dovuti ad alcuni progettisti.
In un angolo c'è una sauna smontabile. È stata costruita per abitazioni private e occupa in pianta un quadrato di 2x2 m. Una volta smontata è facilmente trasportabile. Il progetto è di Eero Aarnio, Matti Halme, Ritva Puotila.

### Germania
Organizzata sotto il patrocinio del  Bundesministerium fur Wirtschaft  e dell’Auswartiges Amt ,
la sezione della Germania si è impegnata a svolgere uno dei tanti aspetti del tema fondamentale di questa esposizione, ovvero il grande numero. Il Grande numero incide profondamente nel settore urbanistico.
La sezione germanica si occupò della Creazione formale in rapporto alla vita pubblica. Ci si occupò del problema della strada e della sua attrezzatura, ovvero stazione dei mezzi pubblici di trasporto urbano (tramvie, metropolitana, auto pubbliche, auto strade urbane).
Il tema che la Germania portò alla XIV Triennale riguarda la  Creazione formale in rapporto alla vita pubblica.
Nella sezione furono presentati: nuovi prototipi circa la vita pubblica, importanti costruzioni pubbliche degli ultimi anni, una proposta per la soluzione dei problemi del traffico urbano nei grandi centri, schemi funzionali che venivano applicati in Germania e una selezione dei prodotti in serie, manifesti propagandistici, libri e cataloghi sul design e architettura in Germania, fotografie degli spazi interni delle Ambasciate tedesche.

Per quanto riguarda la scelta dei prodotti di serie,
(Fritz Gotthelf)
 .
Di forma pressoché quadrata (15 x 16 m), la sezione tedesca è delimitata da una parete costituita da tre cristalli retti da montanti metallici, e da tre pareti nere.
Il pavimento è composto da blocchetti di cemento disposti a intarsio.
Il soffitto è formato da teli di plastica bianca che hanno un andamento sinusoidale.
Oltre la parete di cristalli vi sono tre vani di cui due a lati bianchi e a specchio e quello centrale è dedicato alla  Strada senza incroci  .

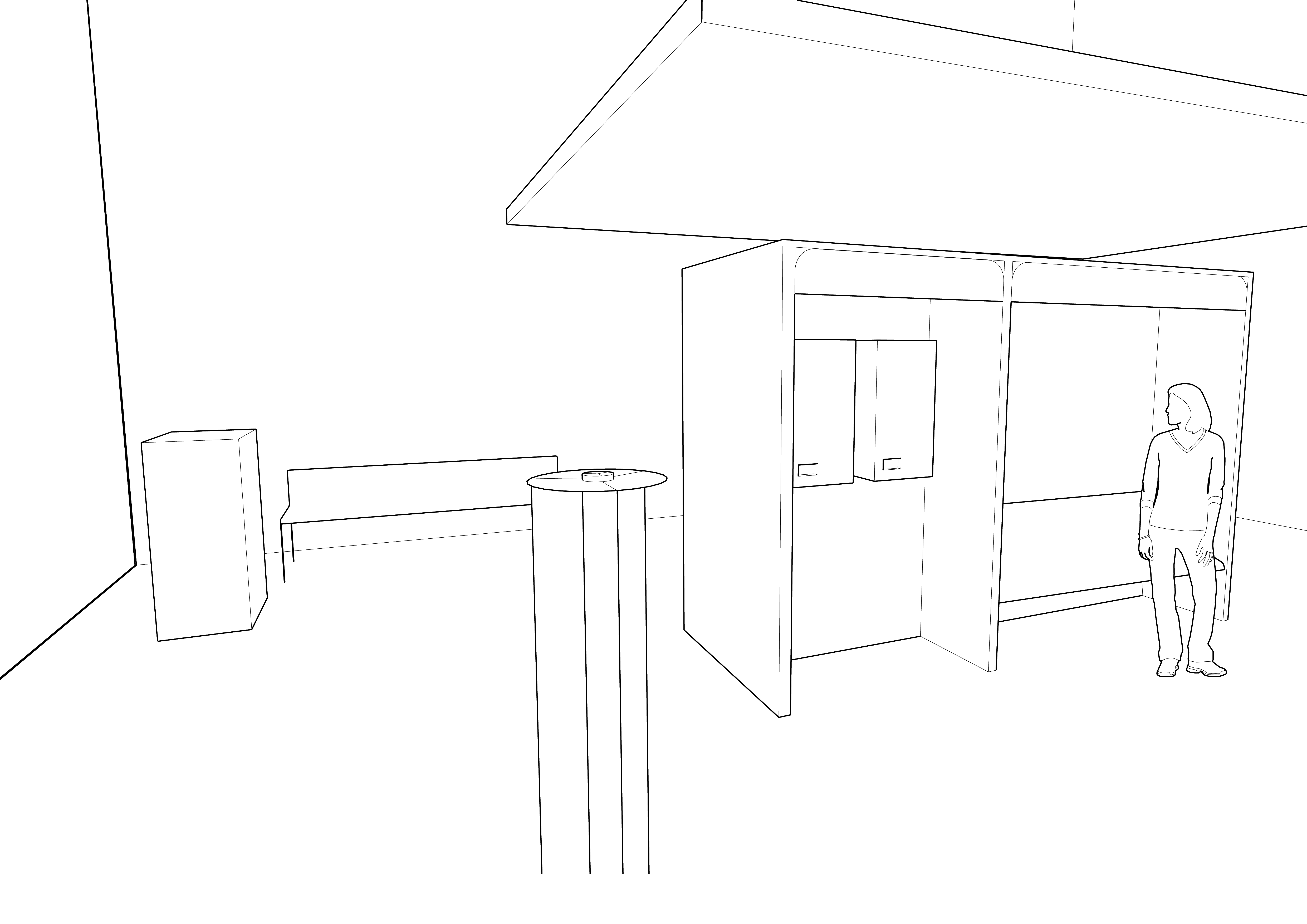
Sezione Germania XIV

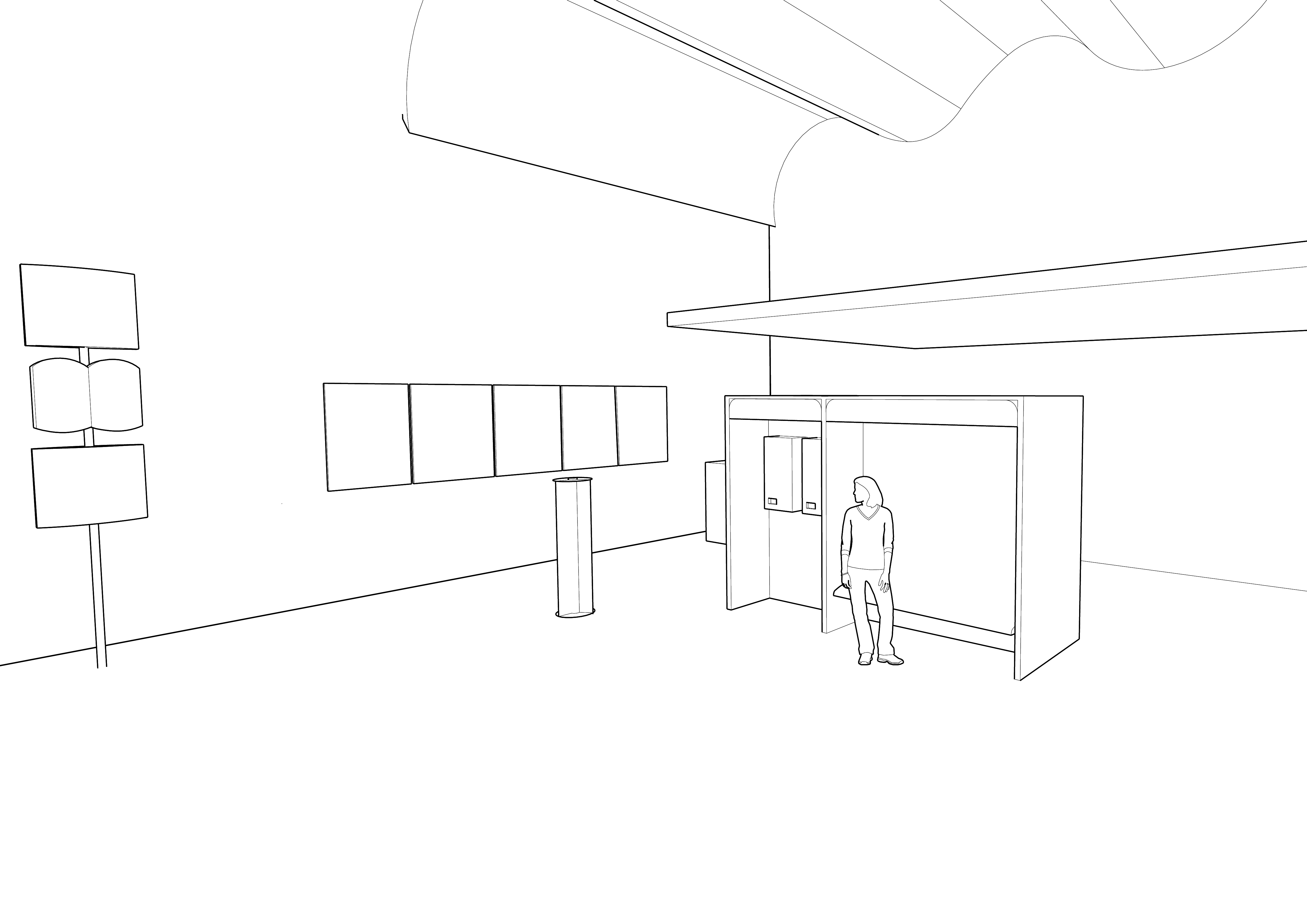
sezione Germania XIV

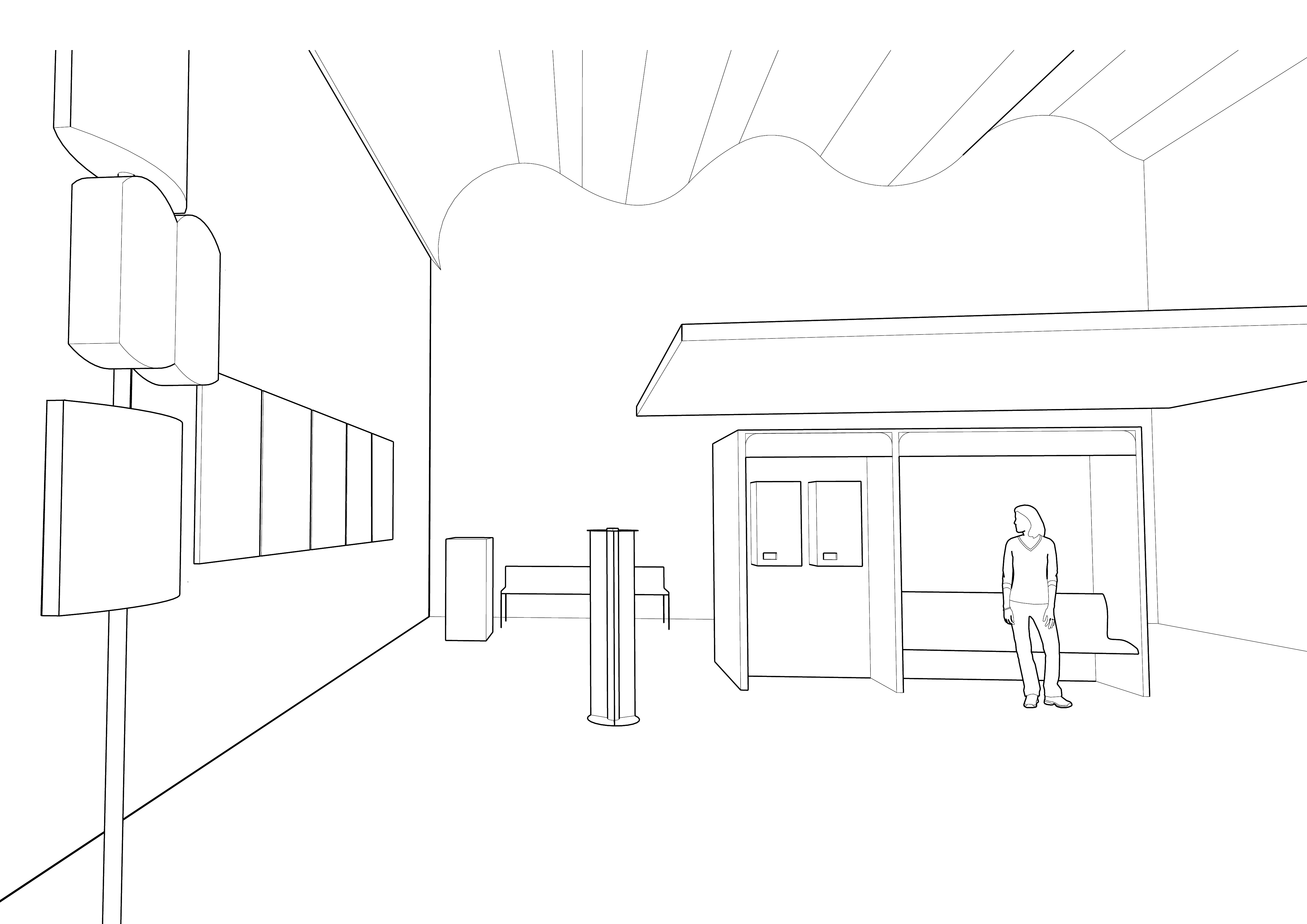
Germania XIV

### Cecoslovacchia
Commissario: Karel Hettes Vicecommissari: Miroslav Klivar, Eduard Toran Segreteria: Irena Kittnarovà
Ordinamento e allestimento: Bohuslav Rychlink Grafica: Stanislav Duda, Milan Misek Fotografia: Dagmar Hochovà
La Sezione cecoslovacca vuole mettere in rilievo come il valore culturale del prodotto non costituisca una qualità meramente astratta, ma come esso sia invece intimamente connesso con il livello della società e con le tendenze di sviluppo che lo formano e trasformano. In base ad esempi scelti del rapporto tra la mano umana e lo strumento, si vuole dimostrare la responsabilità del designer nonché l'importanza professionale del suo lavoro.

In risalto è quindi l'aspetto umano del problema che deve affrontare la cultura del lavoro fisico dell'uomo moderno e far presente che la mano umana non dovrebbe costituire una semplice morsa dello strumento, ma dovrebbe diventare di nuovo un organo attivo e creativo del lavoro che si riflette fin nei risultati dell'intelletto umano.

Tale problematicità viene documentata sotto tre aspetti parziali:

1) Complesso di prototipi di strumenti per l'avviamento al lavoro manuale della gioventù scolastica; questi strumenti sono concepiti come mezzi educativi del lavoro e con la loro applicazione si intende promuovere la formazione di movimenti lavorativi che rispettino importanti fattori antropologici, biologici, fisiologici e psicologici.

2) Complesso di prototipi di strumenti chirurgici la cui applicazione dovrebbe aiutare a proteggere la vita e la salute dell'uomo; perché il designer sia in grado di progettare un buon ferro chirurgico, deve essere perfetto padrone di una serie di cognizioni scientifiche e pragmatiche e saperle esprimere in una sintesi completa.

3) Complesso di prototipi di strumenti per il lavoro manuale dell'adulto, volendo dimostrare come una sagoma adatta dell'impugnatura migliori essenzialmente i presupposti igienici e fisiologici per il lavoro e per i suoi effetti; nel contempo l'attività della mano e la struttura funzionale influiscono sullo sviluppo delle funzioni razionali ed emotive del cervello restituendo al lavoro fisico dell'uomo il suo significato culturale.

Nel suo insieme l'esposizione cecoslovacca presenta quindi un confronto degli esperimenti individuali nella ricerca di una soluzione di determinati problemi con realizzazioni concrete della produzione industriale.

L'allestimento è risolto con la formazione di un unico ambiente di circa 14x12 m. Il pavimento di legno è lievemente rialzato e ricoperto di moquette bianca, il soffitto è ribassato nella zona centrale così da dimezzare in altezza il vano disponibile ed è formato da un velario di tela bianca assicurato ad una struttura di elementi scatolari irrigiditi da travetti reticolari di legno.

Le pareti sono tinteggiate di bianco ed in lunghezza si succedono grandi pannelli con ingrandimenti fotografici, davanti ad essi sono sistemate lastre di cristallo.

Presso l'ingresso si trova una scultura astratta in lastre di cristallo di Stanislav Libensky e Jaroslava Brychtovà, sospesa con mensole metalliche al pilastro. Nel vano circolare si trova una scultura in cristallo di Renè Roubicek.

### Austria
La Sezione si trova al primo piano del Palazzo dell'Arte, quasi al limite della sezione internazionale.

Il concetto della partecipazione austriaca si basa sulla volontà di esprimere il tema del grande numero; i mezzi stessi della mostra si rivolgono direttamente al visitatore, mettendolo a confronto con aspetti e fenomeni del grande numero, di ordine sia fisico che psicologico.

Una prima impressione viene comunicata da una lunga fila di porte d'alluminio identiche, allineate nell'ambiente.

Il grande numero come fenomeno di produzione di massa viene evocato da una macchia a iniezione automatica a due colori, che fabbrica un prodotto ogni 15 secondi. Questo prodotto è un paio di occhiali austriaco a disposizione del visitatore che lo può prendere con sé, indossarlo, portarlo in giro o gettarlo via; è invece impossibile data la costruzione non articolata intascarlo.

Sia l'indossarli che il gettarli via è un mezzo per l'espansione della piccola sezione austriaca in altre sfere, per comunicare il messaggio alle altre parti dell'Esposizione, della città di Milano e del mondo.

Specialmente interessanti e curiosi, dietro le porte, sono i passaggi in cui i visitatori vivranno le più diverse avventure sempre inerenti agli aspetti del grande numero, sia come comunicazione che come diretto fenomeno fisico o psichico.

Il visitatore può per esempio attraversare un supermarket, che sfocia in un magazzino di prodotti usati, può godere la freschezza ristoratrice dei monti austriaci e sentirsi soffiare nelle orecchie una bufera di neve; egli può godere un'atmosfera particolare in un corridoio di un'altezza e di una lunghezza di 7 m, strapieno di documenti fino al soffitto.

Lo spettatore può crearsi, con l'uso di uno spruzzatore, un ambiente più felice oppure rendersi visibile il fenomeno del grande numero nel microcosmo, dando un'occhiata nel microscopio; può assistere all'aumento di popolazione fino all'anno 2000 in un corridoio che diventa sempre più stretto seguendo la curva di aumento.

Egli può essere solo nel suo isolamento, o godere l'impressione della massa nello spingersi attraverso un agglomerato; conoscerà la speranza o la paura per la mancanza di via d'uscita di fronte a una scala, che conduce nel nulla, oppure l'incertezza davanti a una porta coperta di maniglie, di cui quella che apre è soltanto una; infine può confrontarsi con sé stesso in uno specchio.

In un'altra parte della sezione austriaca, attraverso una finestrella verticale, si può osservare una scelta di prodotti austriaci disposti su uno scaffale ad anfiteatro.

Questa mostra non è una documentazione passiva, ma un'esposizione attiva che rende il visitatore quasi parte integrante e lo sollecita ad azioni e reazioni; può fornire un'immagine fugace o all'osservatore attento, impressioni più profonde.

L'allestimento sollecita percezioni sensoriali del tutto fisiche ma si rivolge anche alla impressionabilità psicologica, non viene rappresentato solo il grande numero ma anche l'individuo, l'individuale.

L'esposizione è una parte precisa nella sua tecnica ma è anche improvvisata: è chiara e diretta ma possiede qualcosa di Kafka e di Freud, è ambivalente, piena di contraddizioni, come la vita; in questo senso essa è tipicamente austriaca.

Commissario Franz Joseph Haslinger, Bundesministerium für Handel, Gewerbe und Industrie, Bundesministerium für Unterricht, Bundeskammer der gewerblichen Wirtschaft, Stadt Wien. Ordinamento e allestimento: Hans Hollein

## Espressioni e produzioni italiane

### Padiglione nel parco
Il padiglione nel parco ospita le produzioni italiane, il settore attrezzato, il giardino, gli interventi nel centro antico, l'intervento nella costruzione di autostrade e la mostra del nuovo paesaggio.